# ملحقات للرجال
كوليبري هي شركة تورِّد إكسسوارات الرجال. تأسست في عام 1928، حيث كانت تُصنع في البداية ولاعات السجائر، مما جعلها مشهورة في هذا المجال. تم توسيع نطاق منتجاتها لتشمل مجوهرات وإكسسوارات التدخين والمنتجات الجلدية الصغيرة وأدوات الكتابة لاحقًا.

## تاريخ وخلفية الشركة
تأسست كوليبري في عام 1928 على يد جوليوس لوثنتال، الذي اخترع في نفس العام أول ولاعة نصف آلية تعمل في العالم. في عام 1935، قامت كوليبري بإطلاق ولاعة "مونوبول" الآلية بالكامل، التي كانت تحتوي على نظام تسارع. من عام 1940 إلى عام 1945، أنتجت شركة كوليبري ولاعة "Stormgard" المصممة للجنود الذين يقاتلون في الحرب العالمية الثانية. في عام 1952، انضم جاك نجل يوليوس لوينثال إلى كوليبري. في عام 1958، قامت كوليبري بإنتاج ولاعة تحتوي على نظام واضح لملء الغاز المتعدد ونظام آلي للشرارة بالهيدروليك، وفي عام 1967، قدمت ولاعة كهربائية أطلقوا عليها اسم "موليكتريك".
في عام 1974، قدمت كوليبري لفيلم جيمس بوند بعنوان "الرجل ذو المسدس الذهبي" المسدس الذهبي، والذي تم تصنيعه من ولاعة موليكتريك 88 وأزرار الكم وعلبة السجائر وقلم الحبر. وفي وقت لاحق من عام 1974، قامت كوليبري برعاية فريق الفوز في رالي لومبارد RAC، الذي كان يقوده هنري ليدون وتيمو ماكينين.
في الثمانينيات، انضم ديفيد ابن جاك إلى شركة كوليبري، التي بدأت بعد ذلك في توريد سلع مثل الساعات السويسرية وأزرار الأكمام والأقلام. في عام 2001، تم تقديم خطي Vortex وTrifecta، مع ولاعات هرمية ثنائية اللهب وثلاثية اللهب. في 14 يناير 2009، أغلقت الشركة أبوابها بشكل مفاجئ معلنة أنها تسعى لحماية نفسها من خلال تقديم طلب للحصول على حماية من التصفية القضائية لدى ولاية رود آيلاند. في فبراير 2009، تغيرت ملكية كوليبري، وانتقلت مقرها الرئيسي من بروفيدانس إلى نيويورك سيتي، الولايات المتحدة الأمريكية. بعد ذلك بوقت قصير، قدموا سلسلة الكلاسيك (C)، والتصميم (D)، والتقنية (T).

## الشعار
في النسخة الأصلية لشعار كوليبري عام 1928، تم استخدام خط نص بسيط وجريء، وتم لاحقًا دمج لهب ليُستخدم لنقاط حروف "I" في كلمة كوليبري. وفيما بعد، تم تضمين شعار بشكل أساسي يتكون من أسد (يرمز إلى "لوثنتال") يتنفس نارًا ورسم توضيحي بسيط لطائر الطنان (الكوليبري هو جنس من طيور الطنان). في عام 2011، تم تغيير شعار كوليبري ليصبح عبارة عن طائر أحادي اللون.

## تاريخ المنتجات
- 1928: تم إطلاق 'كوليبري الأصلية'.
- 1935: ولاعة 'مونوبول' الآلية بالكامل.
- 1940: ولاعة 'ستورمغارد' للجنود خلال الحرب العالمية الثانية.
- 1958: كوليبري اخترعت أول خزان متعدد الغازات ظاهر الرؤية ونظام الشرارة الهيدروليكي التلقائي.
- 1958: ساعة 'مونوبول' السويسرية.
- 1960: علبة سجائر 'مونوبول'.
- 1961: اختراع كوليبري لولاعة البيزو الكهربائية.
- 1967: ولاعة 'مولكتريك 88 سيلفر'.
- 1970: ولاعات ذهبية مرصعة بستة جواهر.
- 1977: ولاعة 'سينساترون' تعمل بالبطارية بنظام اللمس.
- 1980: إطلاق أقلام وزركشات كوليبري.
- 1982: ولاعة قوية بالإضافة إلى ولاعة مقاومة للرياح ثلاثية الاتجاهات..
- 1985: ولاعة أنبوبية ذات لهب قابل للتعديل.
- 1987: 'كوانتوم'، أول ولاعة مقاومة للرياح.
- 1998: مقص قاطع ثنائي الشفرة وأداة قطع سيجار.
- 2001: ولاعة بيروميدال بلفة مزدوجة.
- 2001: 'ذا تريفيكتا'، ولاعة بثلاث لهبات.
- 2002: 'ذا سوميت' - نظام إشعال عالي الارتفاع.
- 2011: مجموعة عام 2011؛ نماذج جديدة للولاعات، وزركشات، ومشابك نقود، وأقلام، ومنتجات جلدية صغيرة.
- 2011: إعادة تصميم شعار كوليبري.

## مجوهرات كوليبري
في عام 2011، قامت كوليبري بإطلاق مجموعة مجوهراتها سلسلة C و D و T، والتي تتضمن أزرار الكم ومشابك النقود والأقلام والمنتجات الجلدية. تم صنع أزرار الكم من مجموعة متنوعة من المواد بما في ذلك الفولاذ المصقول والأحجار الكريمة مثل الملاكيت والجزع الاسود ولؤلؤوعرق اللؤلؤ وزبرجد. كما تضمنت سلسلة T أزرار الكم مراكز من جلد التمساح.